# 20 chansons d'or (album de Jacques Higelin)
Pour les articles homonymes, voir 20 chansons d'or.
 (novembre 2014).
Si vous disposez d'ouvrages ou d'articles de référence ou si vous connaissez des sites web de qualité traitant du thème abordé ici, merci de compléter l'article en donnant les références utiles à sa vérifiabilité et en les liant à la section « Notes et références ».
Albums de Jacques Higelin
Paradis païen
(1998) Higelin Live 2000
(2000)
20 chansons d’or  est une compilation de Jacques Higelin, sortie en 1998.

## Chansons
| 1.    | Mona Lisa Klaxon                               | 3'17 |
| 2.    | L'ange et le salaud                            | 3'09 |
| 3.    | Adolescent                                     | 3'42 |
| 4.    | Je ne peux plus dire "je t’aime"               | 4'31 |
| 5.    | Le fil à la patte du caméléon                  | 4'29 |
| 6.    | Denise                                         | 3'02 |
| 7.    | Mon portrait dans la glace                     | 3'29 |
| 8.    | Champagne                                      | 4'30 |
| 9.    | Je veux cette fille                            | 2'49 |
| 10.   | Pars                                           | 3'48 |
| 11.   | Lettre à la petite amie de l’ennemi publicno 1 | 4'09 |
| 12.   | Paris-New York, New York-Paris                 | 4'23 |
| 13.   | Ci-gît une star                                | 4'11 |
| 14.   | Aujourd’hui la crise                           | 4'20 |
| 15.   | Fiche anthropométrique                         | 3'34 |
| 16.   | Tombé du ciel                                  | 4'42 |
| 17.   | Poil dans la main                              | 4'00 |
| 18.   | Excès de zèle                                  | 2'26 |
| 19.   | Ce qui est dit doit être fait                  | 4'24 |
| 20.   | Hold Tight                                     | 2'02 |
| 75'33 |                                                |      |

## Musiciens
- Jacques Higelin, chant, piano, guitare, accordéon…
- Simon Boissezon, guitare.
- Michel Santangelli, batterie.
- Micky Finn.
- Dominique Mahut, percussions.
- Serge Pérathoner.
- Michael Suchorsky, batterie.
- Frank Wuyts, claviers.
- Denis Van Hecke, violoncelle.
- Michel Pagliaro.
- Les frères Guillard, cuivres.